# Selección de softbol de China Taipéi
La Selección de softbol de China Taipéi es el equipo nacional de China Taipéi. Los Campeonatos del Mundo de 1988 se llevaron a cabo en Saskatoon, Canadá. El equipo jugó 13 partidos en la ronda todos contra todos. Australia venció a China Taipéi 2-0 en un juego en esta ronda. El Campeonato del Mundo de 1992, la octava vez que se compitió en el evento, se celebró en Manila. Australia venció a China Taipéi 9-2 en un juego en la primera ronda de todos contra todos. Terminaron con 4 victorias y 4 derrotas. El equipo compitió en el Campeonato Mundial de Sóftbol Masculino de 1996 en Midland, Michigan, donde terminaron con 4 victorias y 6 derrotas. El equipo compitió en el Campeonato Mundial Masculino ISF 2000 en East London, Sudáfrica, donde terminaron decimoquinto.

## Participaciones
| Año  | Sede                   | Pos.         |
| ---- | ---------------------- | ------------ |
| 1966 | Ciudad de México       | No participó |
| 1968 | Oklahoma City          | No participó |
| 1972 | Marikina               | 8°           |
| 1976 | Lower Hutt             | 5°           |
| 1980 | Tacoma                 | 6°           |
| 1984 | Midland                | 4°           |
| 1988 | Saskatoon              | 11°          |
| 1992 | Manila y Pásig         | 9°           |
| 2000 | Midland                | 14°          |
| 2004 | Christchurch           | 15°          |
| 2009 | Saskatoon              | No participó |
| 2013 | Auckland               | No participó |
| 2015 | Saskatoon              | No participó |
| 2017 | Whitehorse             | No participó |
| 2019 | Praga y Havlíčkův Brod | No participó |
| 2022 | Auckland               | No participó |